# Bugwelle

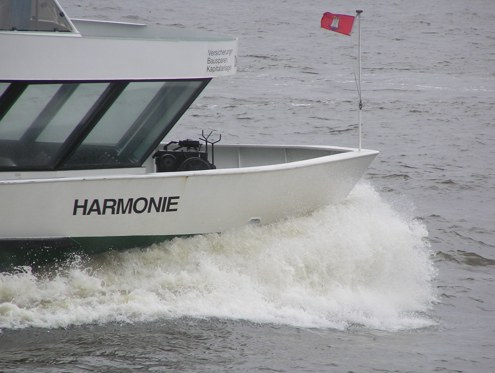
Bugwelle eines Schiffes

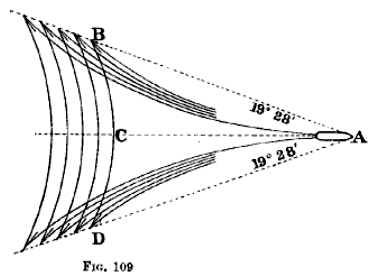
Kelvinwellen

Die Bugwelle, auch Bugsee genannt, ist die entstehende Welle, die ein schwimmendes Objekt, das sich im Wasser fortbewegt, vor sich her schiebt und die sich seitlich ausbreitet. Sie entsteht durch die Verdrängung von Wasser und bewegt sich mit der Geschwindigkeit des Objekts. Neben der Bugwelle bilden sich innerhalb des Bugkeils kreisförmige Wellen und im Kielwasser eine Heckwelle.
Anders als beim Machschen Kegel entstehen Bug- und Heckwelle aus der Überlagerung von Wellen unterschiedlicher Wellenlänge und -geschwindigkeit. Der halbe Öffnungswinkel ist bei niedrigen Geschwindigkeiten konstant und beträgt
{\displaystyle \alpha =\arctan(1/{\sqrt {8}})\approx 19{,}47^{\circ }}.
Bei höheren Geschwindigkeiten, d. h. ab einer Froude-Zahl von
{\displaystyle {\text{Fr}}={\frac {U}{\sqrt {g\cdot L}}}\gtrapprox 0{,}49}
mit
- {\displaystyle U} die Geschwindigkeit des Schiffes
- {\displaystyle g} die Erdbeschleunigung
- {\displaystyle L} die Länge des Schiffs,

geht der halbe Öffnungswinkel über in den eines Machschen Kegels
{\displaystyle \alpha =\arctan \left({\frac {\sqrt {2\cdot \pi \cdot {\text{Fr}}^{2}-1}}{4\cdot \pi \cdot {\text{Fr}}^{2}-1}}\right)\approx {\frac {1}{2\cdot {\sqrt {2\cdot \pi }}\cdot {\text{Fr}}}}}
und verringert sich somit.
Die Skizze veranschaulicht den Aufbau eines Bugwellensystems, das ein Schiff bei A erzeugt. Die Wellenkämme zwischen A und B bzw. A und D sind nur nahe den Keillinien ausgeprägt. Im Innern dominieren die bei C eingezeichneten Kreisbögen. Die Wellen, deren Überlagerung zur V-förmigen Ausgestaltung des Kielwassers führt, heißen Kelvinwellen.
Die Wellenlänge der Bugwelle steigt mit der Fahrtgeschwindigkeit an. Sie bestimmt die Rumpfgeschwindigkeit eines Schiffes.
Die Bugwelle großer Schiffe ist eine Gefahrenquelle. Kommt ein kleines Fahrzeug einem großen Schiff in Fahrt zu nahe, kann es nämlich durch dessen Bugwelle aus dem Kurs laufen oder kentern. Bugwellen können auch Schäden an natürlichen oder künstlichen Uferbefestigungen hervorrufen. Daher gibt es an gefährdeten Stellen für die Schifffahrt Geschwindigkeitsbegrenzungen.
Durch einen Wulstbug wird die Bugwelle nach vorne angehoben, was ein frühzeitiges Brechen und somit verringerte Reibung ermöglicht. Der verringerte Widerstand hat positive Auswirkungen auf das Fahrverhalten und den Treibstoffverbrauch.

## Geschichte
Charles Algernon Parsons untersuchte im späten 19. Jahrhundert mit Versuchen in einem Wasserkanal den Strömungswiderstand und studierte die Wirkung der Bug- und Heckwelle, die aufgrund der Geschwindigkeit höher waren als bis dahin bei Booten dieser Größe bekannt.

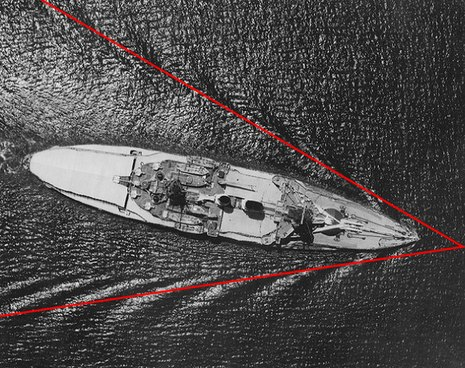
Winkel der Bugwellen: 39°
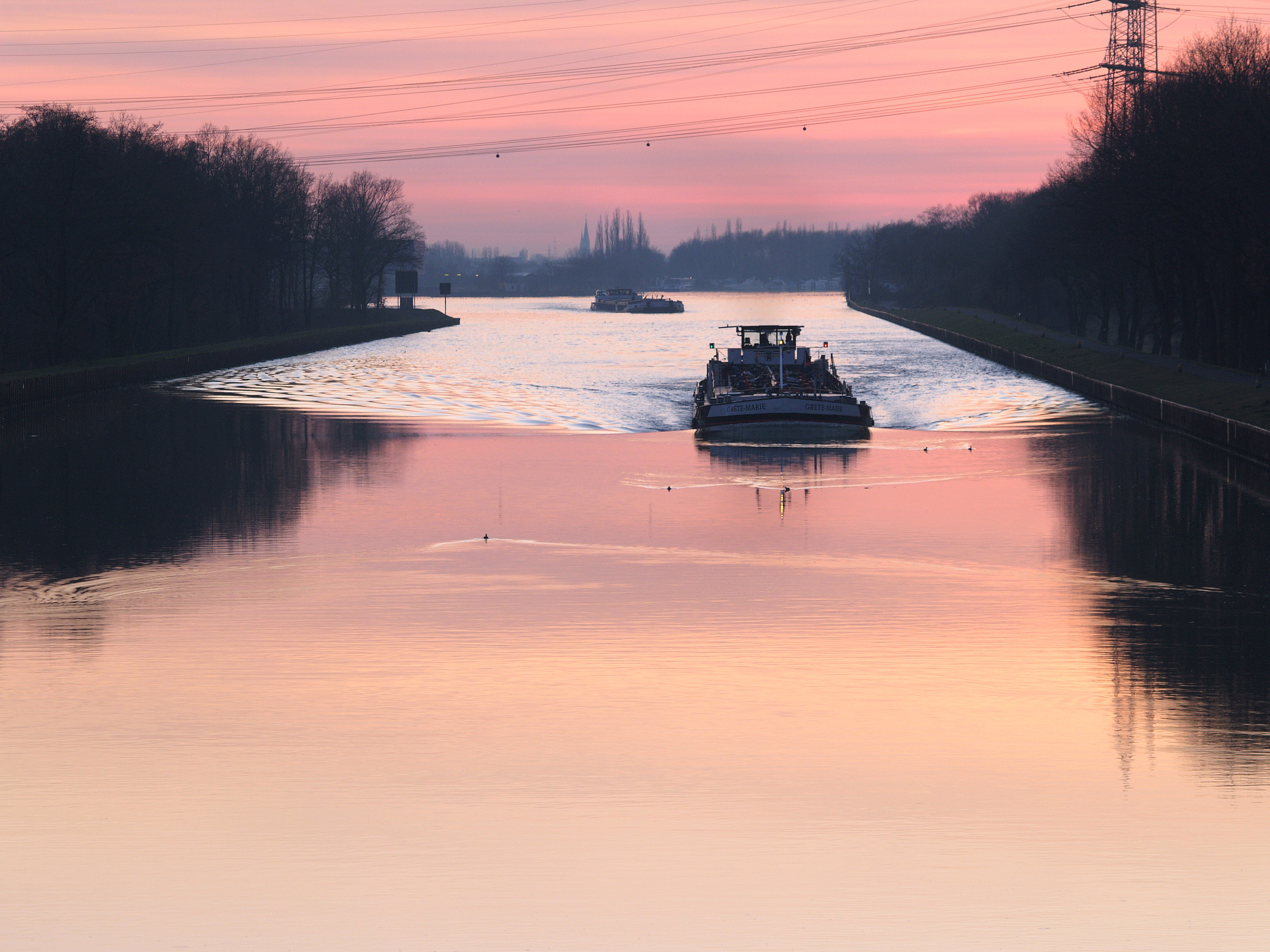
Bugwellen eines Schiffes und einiger Wasservögel im Rhein-Herne-Kanal
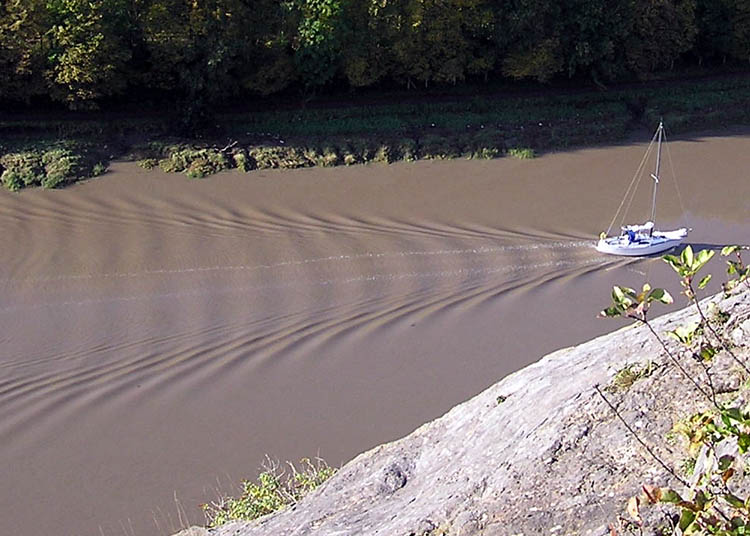
Ungestörte Bugwellen und Kielwasser.
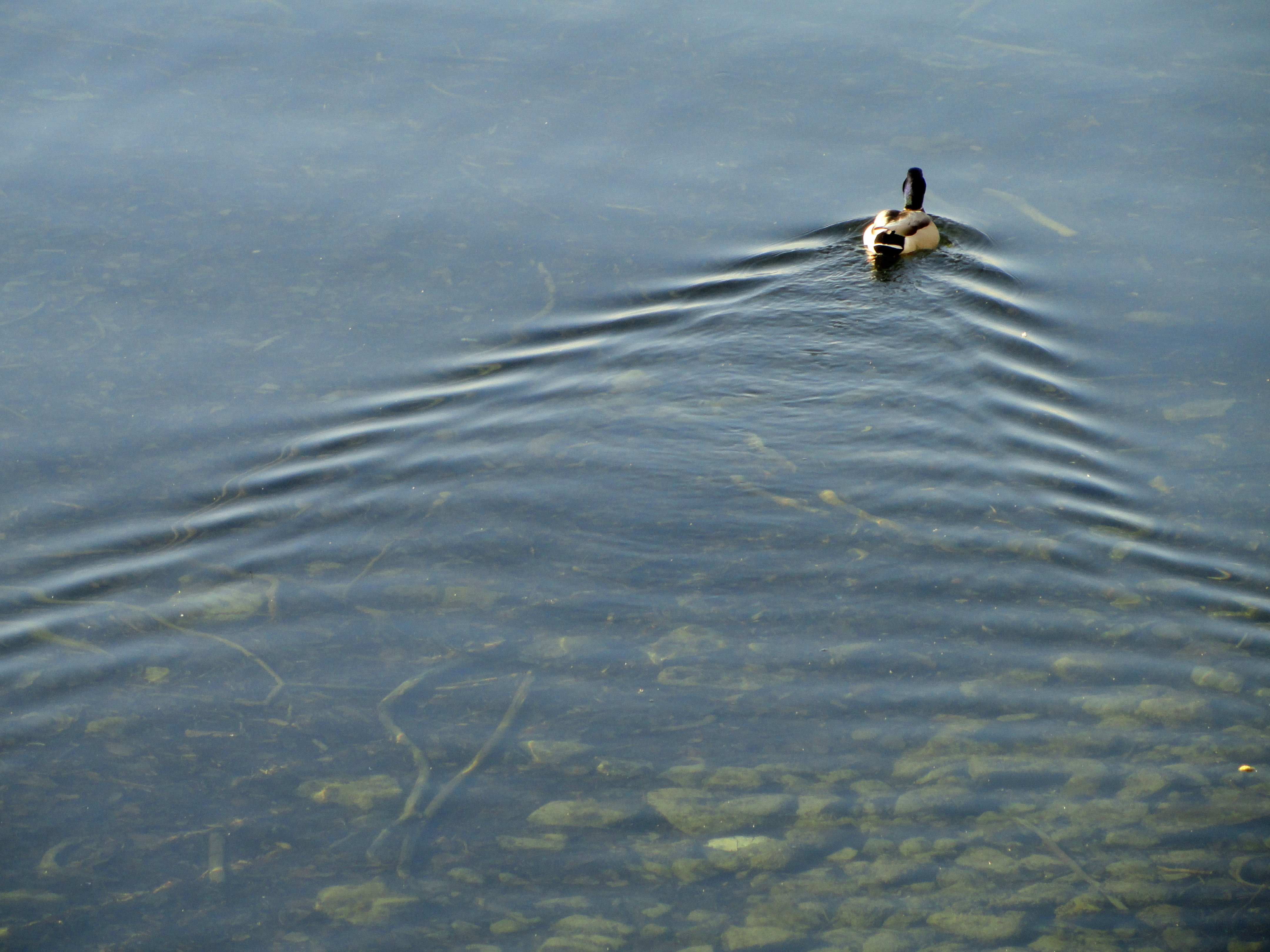
Bugwelle auch bei Objekten mit geringer Geschwindigkeit.